# Phare de Punta de Sa Creu
Le Phare de Punta de Sa Creu est un phare situé sur le promontoire à l'est de l'entrée du port de Sóller et à l'ouest de l'île de Majorque, dans l'archipel des Îles Baléares (Espagne). Il fait face au Phare de Cabo Gros se trouvant sur le promontoire ouest.
Il est géré par l'autorité portuaire des îles Baléares (Autoridad Portuaria de Baleares) au port d'Alcúdia.

## Histoire
Le premier phare a été conçu en 1862 par Pou Emili. C'était une tour cylindrique en pierre de 9 m de haut. Construit trop près du bord, il était battu par les vagues durant les jours de tempête et les gardiens devaient abandonner leur poste. À partir de 1923, le logement temporaire utilisé par les travailleurs pendant la construction du premier phare a été utilisé comme résidence permanente des gardiens.
En 1928, débute la construction d'un nouveau phare plus en retrait du bord ; elle s'achève en 1930. Il est mis en service le 6 juin 1945. C'est une tour cylindrique de 13 m de haut, avec une galerie surmontée d'une lanterne. Un logement moderne de deux étages a été réalisé à proximité.
Identifiant : ARLHS : BAL-064 ; ES-35380 - Amirauté : E0288 - NGA : 5044 .
|                  |
| Punta de Sa Creu |

|          |
| Le phare |

|                                     |
| L'entrée du port et les deux phares |